# Кондрацкий, Борис Леонтьевич
Борис Леонтьевич Кондрацкий (27 января 1887, ст. Усть-Лабинская, Кубанская область, Российская империя — 11 сентября 1947, Казань, СССР) — советский учёный в области артиллерии и пиротехники, член-корреспондент Академии артиллерийских наук (14.04.1947), доктор технических наук (1944), профессор (1938), заслуженный деятель науки и техники Татарской АССР (1940), военинженер 1-го ранга (1939).

## Биография
Родился 27 января 1887 года в станице Усть-Лабинская, ныне город Усть-Лабинск Краснодарского края в семье казака Леонтия Кондрацкого, — сотника 4 конно-артиллерийской батареи. Отец отдал молодого Бориса обучаться в Воронежский кадетский корпус. В 1904 году окончил Воронежский кадетский корпус.
На военной службе в Российской императорской армии с 1905 года: пошёл по стопам отца, — юнкер Михайловского артиллерийского училища. С июня 1906 года — младший, затем старший офицер 11-й артиллерийской бригады 11-й пехотной дивизии 11-го армейского корпуса в Дубно Волынской губернии. В 1909 поручик артиллерийской бригады. В 1913 году поступил в Михайловскую артиллерийскую академию. В 1914 году в связи с начавшейся войной занятия в академии были прерваны и Кондрацкий был назначен в 11-ю артиллерийскую бригаду на Юго-западный фронт. В боях был ранен и контужен. За боевые отличия награждён орденами Святой Анны с мечами и Святого Станислава с мечами различных степеней. С июля 1916 года — помощник начальника инструментальной мастерской Сестрорецкого оружейного завода. С августа 1917 года — слушатель Петроградской артиллерийской академии. Последнее воинское звание в российской армии — штабс-капитан.
В РККА с февраля 1918 года -слушатель Артиллерийской академии. С июня 1919 года — в распоряжении директора Охтинского завода взрывчатых веществ: химик, затем заведующий производством. С июня 1926 года зачислен в резерв РККА с откомандированием в ВСНХ СССР, работал: химиком на Московском капсюльном заводе; заведующим отделом испытаний, заведующим научно-исследовательской лабораторией на Самарском заводе (взрывчатых веществ) № 15 в городе Чапаевске. Здесь он организовал научно-исследовательскую лабораторию по синтезу и изучению свойств пироксилина, различных смол и искусственной кожи. В 1924 году им впервые в стране налажено производство феноло-формальдегидных смол, в частности, бакелита. С ноября 1930 года — в Шосткинском химико-технологическом институте Сумской области: заведующий кафедрой, профессор. С июля 1934 года (после расформирования Шосткинского химико-технологического института) — заведующий кафедрой взрывчатых веществ Казанского химико-технологического института им. С. М. Кирова. В 1938 голу им была организована и открыта новая кафедра по специальности технология пиротехники, которой он руководил по совместительству по 1940 год, так как в то время ещё не были подготовлены кадры, могущие осуществлять её руководство. В начале 1940 года Кондрацкий вплотную занялся оформлением докторской работы по теме «Вероятность взрыва и кривые чувствительности», которую представил к защите в августе 1942 года в институт химической физики АН СССР. Официальными оппонентами работы выступили академик Н. Н. Семёнов и тогда ещё профессора Я. Б. Зельдович и Ю. Б. Харитон, которые дали высокую оценку результатам теоретических и экспериментальных изысканий казанского учёного.
В начале войны Кондрацкий получает срочное задание Народного комиссариата боеприпасов — изучить чувствительность к механическим воздействиям и химическую стойкость гексогена на разных стадиях производства и дать заключение о его пригодности к серийному производству. Уже в январе 1942 года мощные взрывчатые составы на основе гексогена были приняты на вооружение для снаряжения бронебойно-зажигательных снарядов малого калибра, которые сыграли исключительную роль в борьбе с бронированной техникой врага. По заказу НИИаэрофлота Кондрацким разработан и внедрён воспламенительный состав к патронам для запуска двигателей внутреннего сгорания. Во время войны кафедра пополнилась эвакуированными из Ленинградского технологического института преподавателями родственной кафедры: профессором Багалом Л. И., доцентами Шпаком В. С., Аванесовым Д. С., Рукиным А. Г., Державцом А. М. и др. Вся работа объединённого коллектива в этот период была направлена на подготовку специалистов (за период 1941—1945 гг. было подготовлено 65 инженеров химиков-технологов), решение насущных вопросов для фронта, организацию производства продукции для армии. Созданные мастерские по производству гранат, средств инициирования, воспламенительных зарядов («огневые мешки») и др. позволили за 1942—1944 гг. изготовить и направить на фронт 78 вагонов военной продукции. В конце войны профессор Кондрацкий приступает к разработке актуальной в то время проблемы ракетных топлив.
Крупный специалист в области взрывчатых веществ и снаряжения боеприпасов. Автор более 30 научных трудов. Его докторская диссертация, посвящённая чувствительности энергоёмких веществ к механическим воздействиям, представляла первое в стране фундаментальное исследование в этой области. Решал сложные вопросы теории и практики производства взрывчатых веществ. Создал стройную теорию, на основе которой стало возможно изучение явления взрыва статистическими методами. Классической до сих пор является его работа о чувствительности капсюлей.
Умер 11 сентября 1947 года. Похоронен на Арском кладбище в Казани.

## Награды
СССР
- заслуженный деятель науки и техники Татарской АССР (1940)
- медаль «За доблестный труд в Великой Отечественной войне 1941—1945 гг.» (1945)

Российская империя
- орден Святого Станислава 2-й ст. с мечами и бантом (25.09.1915)[4]
- орден Святой Анны 3-й ст. с мечами и бантом (13.02.1915)[5]
- орден Святого Станислава 3-й ст. с мечами и бантом (04.01.1915)[6]

## Известные адреса
- Казань, Большая Красная улица, дом 59[тат.][7].

## Память
- Постановлением Совета министров СССР № 407 от 21 февраля 1948 года «Об увековечении памяти заслуженного деятеля науки и техники Татарской АССР профессора Бориса Леонтьевича Кондрацкого» были установлены две стипендии имени профессора Б. Л. Кондрацкого для студентов Казанского химико-технологического института имени С. М. Кирова, а также дано поручение Академии артиллерийских наук издать в 1949 году сборник его трудов[3].

## Основные работы
- Определение угла прицеливания без помощи таблиц стрельбы // Артиллерийский журнал. 1910. № 6;
- Заметки по стрельбе лёгких батарей // Артиллерийский журнал. 1912. № 8;
- Влияние наклона боевой оси при оптических прицельных приспособлениях // Артиллерийский журнал. 1912. № 12;
- Кривые чувствительности // Бюллетень научно-технического комитета Артиллерийского управления. 1930. № 4 (соавтор Яковлев Ф. Ф.);
- Термохимические расчёты при проектировании нитрационных аппаратов и при их эксплуатации. Шостенский химико-технологический институт, 1934;
- Вероятность взрыва в зависимости от величины инициирующего импульса // Труды Казанского химико-технологического института. Вып. 3. 1934;
- К вопросу о природе серно-азотных смесей // Труды Казанского химико-технологического института им. Кирова. Вып. 7. 1937;
- Вычисление вероятности взрывов гремучего газа в зависимости от величины заряда // Взрывное дело. Вып. 28. 1936;
- Асимметрические кривые чувствительности // Труды Казанского химико-технологического института им. Кирова. Вып. 8. 1940;
- Оценка согласия теоретической кривой чувствительности с её элементарными точками // Труды Казанского химико-технологического института им. Кирова. Вып. 9. 1941;
- Применение критерия Романовского к проверке правильности испытания чувствительности капсюлей на копре // Труды Казанского химико-технологического института им. Кирова. Вып. 9. 1941;
- Простой способ вычисления теоретических кривых чувствительности // Труды Казанского химико-технологического института им. Кирова. Вып. 9. 1941;
- Дифференциальные кривые чувствительности // Труды Казанского химико-технологического института им. Кирова. Вып. 9. 1941;
- Критерий правильности способа обработки кривых чувствительности // Труды Казанского химико-технологического института им. Кирова. Вып. 9. 1941;
- Нормированный способ вычисления вероятностей взрыва при испытании чувствительности капсюлей на копре // Труды Казанского химико-технологического института им. Кирова. Вып. 10. 1947. С. 80-90; * * * Применение способа Пирсона и способа Шарлье для вычисления теоретических кривых чувствительности // Труды Казанского химико-технологического института им. Кирова. Вып. 10. 1947. С. 75-79;
- К вопросу об асимметрических распределениях// Труды Казанского химико-технологического института им. Кирова. Вып. И. 1947.